# Denis Mercier (acteur)
Pour les articles homonymes, voir Denis Mercier et Mercier.
Denis Mercier est un acteur canadien. Très actif dans le doublage, il est la voix québécoise régulière de Geoffrey Rush ainsi que l'une des voix de Ron Perlman, Liam Neeson, Stellan Skarsgård et David Carradine.

## Filmographie

### Cinéma
- 1993 : Le Sexe des étoiles : Marie-Pierre
- 1993 : Mauvais garçon : l'autre voleur
- 1995 : La Présence des ombres : Roger Comte
- 1995 : Liste noire : Jean-Pierre Lahaie
- 1996 : Bogus : Monsieur Antoine
- 1997 : La Bombe au chocolat : Marc
- 2000 : La Vie après l'amour : Philippe Paradis

### Télévision
- 1976 : Grand-Papa (série TV) : Claude Roy
- 1977 : Les As (série TV) : Gilbert Ross
- 1981 : Terre humaine (série TV) : Hugues Lacroix
- 1983 : Traboulidon (série TV) : Philo
- 1987 : L'Héritage (série TV) : Éric Wisecomm
- 1991 : Passe-Partout (série TV) : Tourbillon
- 1992 : Scoop (série TV) : Gilles Bernard
- 1996 : Destin particulier (For Love Alone: The Ivana Trump Story) (TV) : Jean-Claude Gillette
- 1997 : Sauve qui peut! (série TV) : Jean-Marie Tougas
- 1998 : Une voix en or (feuilleton TV): Mathieu mari de louise dawson
- 1998 : Réseaux (série TV) : Olivier Lafleur
- 2001 : Avoir su... (série TV) : Cantin Quintal
- 2002 : Trudeau (feuilleton TV) : Guy
- 2002 : Bunker, le cirque (série TV) : Christophe Lacroix
- 2003 : Jean Moulin, une affaire française (TV) : Lucien Laroque
- 2006 : Lance et compte (série TV) : Dr Alain Chamberland
- 2010 : Tactik (série TV) : Yoland Langevin

## Doublage

### Cinéma

#### Films
- Geoffrey Rush dans (15 films) :
  - Les Misérables (1998) : inspecteur Javert
  - Shakespeare et Juliette (1998) : Philip Henslowe
  - La Maison de la colline hantée (1999) : Stephen H. Price
  - Lantana (2001) : John Knox
  - Pirates des Caraïbes : La Malédiction de la Perle noire (2003) : Capitaine Hector Barbossa
  - Pirates des Caraïbes : Le Coffre du mort (2006) : Hector Barbossa
  - Pirates des Caraïbes : Jusqu'au bout du monde (2007) : Hector Barbossa
  - Elizabeth : L'Âge d'or (2007) : Sir Francis Walsingham
  - La voie du guerrier (2010) : Ron
  - Le Discours du roi (2010) : Lionel Logue
  - Green Lantern (2011) : Tomar-Re
  - Pirates des Caraïbes : La Fontaine de Jouvence (2011) : Hector Barbossa
  - La Voleuse de livres (2013) : Hans Hubermann
  - Les Dieux d'Égypte (2016) : Rê/Ra
  - Pirates des Caraïbes : Les morts ne racontent pas d'histoires (2017) : Hector Barbossa

- Stellan Skarsgård dans (6 films) :
  - Thor (2011) : Dr Erik Selvig
  - Les Avengers : Le film (2012) : Dr Erik Selvig
  - Thor : Un monde obscur (2013) : Dr Erik Selvig
  - Hector et la Recherche du bonheur (2014) : Edward
  - Avengers : L'Ère d'Ultron (2015) : Dr Erik Selvig
  - Thor : Amour et tonnerre (2022) : Dr Erik Selvig

- Ron Perlman dans (5 films) :
  - Happy, Texas (1999) : Nalhober
  - Le Dernier Hiver (2006) : Ed Pollack
  - La sorcière noire (2011) : Felson
  - Conan le Barbare (2011) : Corin
  - Sang-froid (2011) : Nino

- Liam Neeson dans (5 films) :
  - Le Monde de Narnia : Le Lion, la Sorcière blanche et l'Armoire magique (2005) : Aslan
  - Le Monde de Narnia : Le Prince Caspian (2008) : Aslan
  - Le Choc des Titans (2010) : Zeus
  - Tout pour elle (2010) : Damon Pennington
  - Le Monde de Narnia : L'Odyssée du Passeur d'Aurore (2010) : Aslan

- David Carradine dans :
  - Kill Bill : Volume 1 (2003) : Bill, alias Snake Charmer
  - Kill Bill : Volume 2 (2004) : Bill, alias Snake Charmer
  - En route pour l'enfer (2008) : The Deuce
  - Le Grand Stan (2008) : le Maître

- Jonathan Frakes dans :
  - Star Trek : Premier Contact (1996) : commandant William T. Riker
  - Star Trek : Insurrection (1998) : commandant William T. Riker
  - Star Trek : Nemesis (2002) : commandant / capitaine William T. Riker

- Jeffrey Jones dans :
  - Sleepy Hollow (1999) : le révérend Steenwick
  - Les Enjôleuses (2001) : Monsieur Appel
  - Les Apprentis golfeurs (2007) : Richard Cummings

- Cliff Robertson dans :
  - Spider-Man (2002) : Ben Parker
  - Spider-Man 2 (2004) : Ben Parker
  - Spider-Man 3 (2007) : Ben Parker

- Michael Wincott dans :
  - Robin des Bois, prince des voleurs (1991) : Guy de Gisborne
  - Qu'est-ce qui m'arrive ? (2008) : Jeremy Brunell

- Bruce Payne dans :
  - Passager 57 (1992) : Charles Rane
  - Donjons et Dragons (2000) : Damodar

- Paul Freeman dans :
  - Power Rangers, le film (1995) : Ivan Ooze
  - Super flic (2007) : Révérend Philip Shooter

- Raymond J. Barry dans :
  - Plaxmol (1997) : Chester Hoenicker
  - La Purge : L’Année Électorale (2016) : le président Caleb Warrens

- Hugh Bonneville dans :
  - Lettres de Mansfield Park (1999) : M. Rushworth
  - Belle de scène (2005) : Samuel Pepys

- Bryan Brown dans :
  - Grizzly (1999) : Tyrone Banks
  - Australie (2008) : « King » Carney

- Richard Jenkins dans :
  - Les Hasards du cœur (1999) : Truman Trainor
  - Les Folies de Dick et Jane (2005) : Frank Boscombe

- Donald Sutherland dans :
  - Les Pionniers de l'espace (2000) : capitaine Jerry O’Neill
  - Chasse au trésor (2008) : Nigel Honeycutt, le milliardaire

- Jason Isaacs dans :
  - La Chute du faucon noir (2001) : le capitaine Mike Steele
  - Peter Pan (2003) : Capitaine Crochet

- Edward Herrmann dans :
  - Le Club des empereurs (2002) : Woodbridge
  - Les Tobby chasseurs de trésor (2012) : Philip Wellington

- Anupam Kher dans :
  - Joue-la comme Beckham (2002) : Mohaan Singh Bhamra
  - Mal d'amour (2017) : Azmat

- Tim Curry dans :
  - Dr Kinsey (2004) : Thurman Rice
  - Garfield 2 (2006) : Prince

- Barry Bostwick dans :
  - Chestnut: le Héros de Central Park (2004) : Thomas Trundle
  - Le Roi Scorpion 4 : La Quête du pouvoir (2015) : Sorrell Sarkov

- Robert Wisdom dans :
  - Chez le barbier 2 : De retour en affaires (2004) : Alderman Brown
  - Rivales (2017) : Détective Pope

- Michael Murphy dans :
  - Le Mystère Ambrose Small (1999) : Edgar Tratt
  - Maison-Blanche en péril (2013) : Alvin Hammond

- Ed Begley Jr. dans :
  - Ananas Express (2008) : Robert Anderson
  - SOS Fantômes (2016) : Ed Mulgrave Jr.

- William Hope dans :
  - Sherlock Holmes (2009) : John Standish
  - La Dénonciation (2011) : John Blakely

- Victor Garber dans :
  - Big Game : Le grand coup (2014) : le vice-président des États-Unis
  - Notre plus belle saison (2020) : Ted Caldwell

- 1964 : Quatre garçons dans le vent : Norm (Norman Rossington)
- 1987 : Mio au royaume de nulle part : le Roi (Timothy Bottoms)
- 1991 : Ricochet : Chef Floyd (Matt Landers)
- 1991 : Rose Passion : Dave Wilkie (Robert John Burke)
- 1991 : Quand l'Habit fait l'Espion : Blade (Roger Daltrey)
- 1993 : Sur les Traces de l'Ennemi : Détective Eddie Eiler (Brion James)
- 1993 : Les Aventures de Huck Finn : Harvey Wilks (Paxton Whitehead)
- 1995 : Train d'enfer : Mr. Brown (Scott Sowers)
- 1997 : L'Avocat du diable : Mitch Weaver (Vyto Ruginis)
- 1997 : Minuit dans le jardin du bien et du mal : Finley Largent (Bob Gunton)
- 1998 : L'Arme fatale 4 : Sergent/Capitaine Martin Riggs (Mel Gibson)
- 1998 : Émergence des Profondeurs : Simon Canton (Anthony Heald)
- 1998 : Refus de tuer : Michael Kogan (Jürgen Prochnow)
- 1998 : Une action au civil : Oncle Pete (Ned Eisenberg)
- 1999 : Star Wars, épisode I : La Menace fantôme : capitaine Panaka (Hugh Quarshie)
- 1999 : Un baiser, enfin ! : George (Cress Williams)
- 1999 : Hurricane : Lieutenant Jimmy Williams (Clancy Brown)
- 1999 : Le Puissant Joe Young : Garth (Peter Firth)
- 1999 : Mickey Belle Gueule : Bob Connell (Gerry Becker)
- 2000 : Le petit Nicky : le gardien des enfers (Kevin Nealon)
- 2000 : Mondes possibles : l'intervieweur (Daniel Brooks)
- 2000 : 2001: Une parodie de l'espace : Dr. Griffin Pratt (Peter Egan)
- 2000 : Ça va brasser! : M. Boggs (Richard Lineback)
- 2000 : Le clou du spectacle : Trevor Beckwith (Jim Piddock)
- 2001 : Un week-end à Gosford Park : inspecteur-chef Thomson (Stephen Fry)
- 2001 : Animal : Sergent Sisk (John C. McGinley)
- 2002 : Harry Potter et la Chambre des secrets : voix d'Aragog (Julian Glover)
- 2002 : Mort à Smoochy : Buggy Ding Dong (Vincent Schiavelli)
- 2002 : Un agent très secret : Général Warren Boutwell (Billy Dee Williams)
- 2002 : Croisière en folie : Lloyd Faversham (Roger Moore)
- 2003 : Retour à Cold Mountain : Veasey (Philip Seymour Hoffman)
- 2004 : Hellboy : Grigori Raspoutine (Karel Roden)
- 2004 : Starsky et Hutch : capitaine Harold Dobey (Fred Williamson)
- 2004 : Alamo : le sergent William Ward (Leon Rippy)
- 2005 : Batman : Le Commencement : le faux Ra's al Ghul (Ken Watanabe)
- 2005 : Esprit de famille : Kelly Stone (Craig T. Nelson)
- 2005 : Monsieur Météo : Russ (Michael Rispoli)
- 2005 : Cinderella Man : Jimmy Johnston (Bruce McGill)
- 2006 : Le Petit Monde de Charlotte : voix de Samuel le mouton (John Cleese)
- 2006 : L'Ami allemand : le général Sikorsky (Ravil Isyanov)
- 2006 : La Rupture : Dennis Grobowski (Vincent D'Onofrio)
- 2006 : Secours à l'aube : Amiral Berrington (Marshall Bell)
- 2006 : Les Mots d'Akeelah : Ted Saunders (Craig Wasson)
- 2006 : Question à 10 : Bamber Gascoigne (Mark Gatiss)
- 2006 : Motel Niagara : Boris, le gérant du motel (Damir Andrei)
- 2007 : Guerre : Shiro (Ryo Ishibashi)
- 2007 : L'enfant de Mars : Dr Berg (Howard Hesseman)
- 2007 : Féroce : Allen (Geoff Morrell)
- 2007 : Infaillible : Harold (William Scott-Masson)
- 2008 : La Porte des étoiles : Continuum : Major-général Jonathan « Jack » O'Neill (Richard Dean Anderson)
- 2008 : Speed Racer : M. Musha (Hiroyuki Sanada)
- 2008 : L'Aveuglement : le vieil homme noir avec le bandeau / le narrateur (Danny Glover)
- 2008 : Histoires enchantées : Barry Nottingham (Richard Griffiths)
- 2008 : Harold et Kumar s'évadent de Guantanamo : Député Frye (Jack Conley)
- 2008 : Lire et détruire : Palmer Smith (David Rasche)
- 2008 : Entente et mésentente : Levi Rosenwald (Sharon Raginiano)
- 2008 : Un appel manqué : Ted Summers (Ray Wise)
- 2009 : Un homme sérieux : Don Milgram (Adam Arkin)
- 2009 : Terre Perdue : Enik (John Boylan (en))
- 2009 : Le Beau-père : Capitaine Mackie (Blue Deckert)
- 2009 : Millénium 2 : La Fille qui rêvait d'un bidon d'essence et d'une allumette : Gunnar Björk (Ralph Carlsson)
- 2010 : Alice au pays des merveilles : Lord Ascot (Tim Pigott-Smith)
- 2010 : Universal Soldier : Régénération : Dr. Porter (Garry Cooper)
- 2010 : L'Échange : Leonard (Jeff Goldblum)
- 2010 : Enterré : Dan Brenner (voix) (Robert Paterson)
- 2010 : Le Dîner de cons : Müeller (David Walliams)
- 2010 : 13 Assassins : Hanbei Kito (Masachika Ichimura)
- 2011 : Hors de moi : le professeur Rodney Cole (Frank Langella)
- 2011 : Super 8 : le Dr Woodward (Glynn Turman)
- 2011 : Transformers 3 : La Face cachée de la Lune : Q / Wheeljack (George Coe)
- 2011 : Le Bang Bang Club : Ronald Graham (Russel Savadier)
- 2013 : Esclave pendant douze ans : le juge Turner (Bryan Batt)
- 2014 : L'Exode : Dieux et Rois : Séthi, le père de Ramsés (John Turturro)
- 2014 : Le fils de Dieu : Nicodème (Simon Kunz)
- 2015 : Le Pont des espions : Harald Ott (Burghart Klaußner)
- 2015 : Les Suffragettes : Norman Taylor (Geoff Bell)
- 2016 : L'Appel des zombies : Charles Ardai (Stacy Keach)
- 2016 : Snowden : Ewen MacAskill (Tom Wilkinson)
- 2016 : Miss Peregrine et les Enfants particuliers : M. Gleeson (Scott Handy)
- 2017 : Le Post : Richard Nixon (Curzon Dobell)
- 2017 : Le Jeu de Molly : le juge Foxman (Graham Greene)
- 2018 : Opération Beyrouth : Frank Whalen (Larry Pine)
- 2019 : Aladdin : le Sultan (Navid Negahban)
- 2019 : Downton Abbey : George V (Simon Jones)
- 2020 : The Nest : Arthur Davis (Michael Culkin)
- 2021 : Piège de glace : le PDG Thomason (Matt Salinger)

#### Films d'animation
- 1996 : Aladdin et le Roi des voleurs : Cassim, le roi des voleurs
- 1999 : Tarzan : Clayton
- 2000 : Le Lion d'Oz : Oscar Diggs
- 2001 : Monstres, Inc. : Sully
- 2002 : Le Bossu de Notre-Dame 2 : Sarousch
- 2002 : Le Petit Dinosaure : L'Expédition héroïque : Grand-père
- 2002 : La Nouvelle Voiture de Bob : Sully
- 2003 : Les 101 Dalmatiens 2 : L'aventure londonienne de Patch : Ouragan
- 2003 : Le Livre de la jungle 2 : Baloo
- 2004 : Pokémon : Jirachi, le génie des vœux : le narrateur
- 2005 : Petit Poulet : Chien commentateur
- 2005 : Pokémon le film 7 : Destinée Deoxys : le narrateur
- 2006 : Les Bagnoles : Sully (caméo)
- 2006 : Nos voisins, les hommes : Verne
- 2006 : Les Rebelles de la forêt : Ian
- 2007 : Ratatouille : Talon Labarthe
- 2008 : Le Conte de Despereaux : Botticelli
- 2009 : Coraline : M. Sergei Alexander Bobinsky
- 2009 : Georges le petit curieux 2 : Suivez ce singe : Piccadilly
- 2010 : Alpha et Oméga : Marcel
- 2011 : Kung Fu Panda 2 : Maître Rhino Foudroyant
- 2012 : ParaNorman : monsieur Prenderghast
- 2012 : Drôles d'oiseaux : Budzo
- 2014 : Alpha et Omega 3: Les grands jeux de loups : Marcel
- 2014 : Alpha et Omega 4: La légende de la grotte aux dents de loups : Marcel
- 2014 : M. Peabody et Sherman : Les Voyages dans le temps : Ay
- 2015 : Alpha et Omega: Les Vacances en famille : Marcel
- 2016 : Alpha et Omega: A la recherché des Dinos : Marcel
- 2017 : Alpha et Omega: Voyage au Royaume des ours : Marcel

### Télévision

#### Téléfilms
- 1999 : Une vie sacrifiée: la vie de David Milgaard : Hersh Wolch (Garwin Sanford)

#### Séries télévisées
- 1982-1983 : Chips : l'officier Bobby « Hot Dog » Nelson (Tom Reilly)
- 2002-2004 : En quête de preuves : Talbot (John Boylan (en))
- 2012 : Finies les parades : Tietjens Senior (Alan Howard)
- 2013-2014 : Arctic Air : Mel Ivarson (Kevin McNulty)
- 2013-2017 : Vikings : le roi Ælle de Northumbrie (Ivan Kaye)

#### Séries télévisées d'animation
- 2000 : Belphégor : Belphégor
- 2001 : Bamboubabulle : Bamboubabulle
- 2007-2008 : Wayside : Directeur Claquetminus
- 2015-2017 : Ella l'éléphant : Maire Bleu

### Jeux vidéo
- 2012 : Assassin's Creed III : William Johnson
- 2014 : Assassin's Creed Rogue : William Johnson